# Peresztrojka

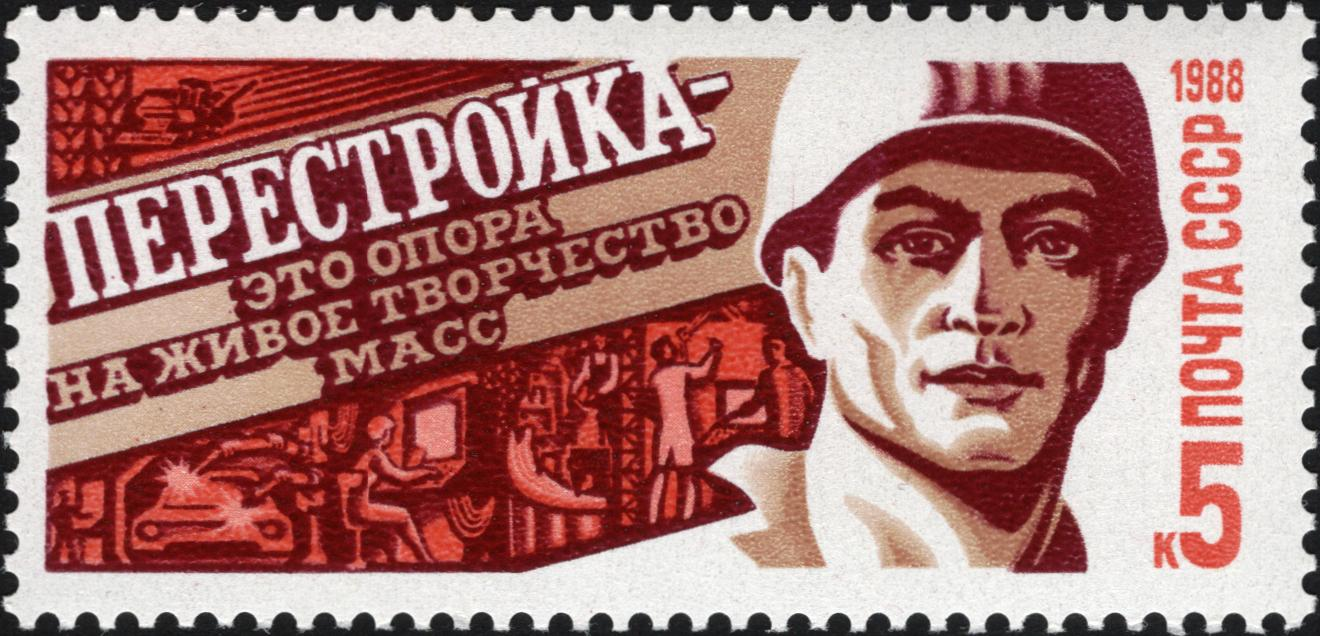
A peresztrojkát népszerűsítő szovjet bélyeg

A peresztrojka (oroszul: перестройка) a Szovjetunióban 1985-ben elindított gazdasági-társadalmi reformcsomag neve.
1985-ben bejelentette az SZKP, hogy a szovjet gazdaság stagnálása olyan mértéket öltött, hogy szükség volt a teljes átszervezésére. Az 1973-as, majd az 1979-es olajválság hatására megindult a külső- és belső eladósodás. A reformokat kezdetben „uszkorenyije” (=gyorsítás) néven emlegették, de igazi jelszavai a peresztrojka – gazdasági és társadalmi átalakítás – valamint a glasznoszty – politikai nyitás, nyíltság – voltak. A reformok nagy részét, de főleg a külpolitikai trendváltást a szovjet vezetés ortodox tisztviselői túl radikálisnak ítélték meg. Az orosz gazdaság elsősorban zártsága és a tervrendszernek alárendeltsége miatt képtelen volt tartani a tempót és a fegyverkezési versenyt az egyre gyorsabban fejlődő Egyesült Államokkal.
1985-1986 közötti korszakot a racionalizálás korszakának is nevezzük. Olyan célkitűzéseket fogalmazott meg az új irányvonal, mint az atomháború veszélyének csökkentése, vagy az Amerikai Egyesült Államokkal való viszony harmonizálása. 1986 beköszöntével Reagan és Gorbacsov kölcsönösen köszöntik egymást televíziós csatornákon keresztül. Gorbacsov Nobel-békedíjat kapott, hiszen neki köszönhető a bipoláris világrend felbomlása. A gorbacsovi külpolitika egyértelműen szembefordult a korábbi brezsnyevi szemlélettel: az új főtitkár világossá tette, hogy ténylegesen elismerik a népek önrendelkezési jogát, s nem fognak sem katonai, sem egyéb eszközökkel beavatkozni a szocialista országok belügyeibe.
1986 eleje és 1988 közepe között elért eredmények és jelszavak:
- Az atomháború törvényen kívül helyezése
- A biztonság fogalmának komplex értelmezése
- A katonai erő leértékelése
- A biztonság kölcsönös jellegének felismerése és előmozdítása
- Az „észszerű elégségesség” elvének megfogalmazása
- Az összemberi értékek elsőbbsége (ez teljesen eltér az osztály-alapú megközelítéstől)
- A nemzetközi kapcsolatok dezideologizálása

1986. január 16-án megegyeztek, hogy az atomfegyvereket betiltják 2000-ig. 1986 júniusában a NATO és a Varsói Szerződés katonai erőinek csökkentését, a hadászati atomfegyverek csökkentését megkezdték. 1987 decemberében a középhatótávolságú fegyvereket megsemmisítik, 1988-ra sokkal oldottabb viszony alakul ki.
1988-1991 között fontos – elsősorban ideológiai – lépések történnek:
- A nemzetközi kapcsolatok osztályalapú megközelítését megszüntették. Óriási jelentőségű, figyelembe véve, hogy ez jelenti a szovjet ideológia egyik alapját.
- Akkorra a kapitalizmus és szocializmus konvergenciájáról beszélnek a történészek. A két rendszer közelít egymáshoz, és furcsa szintézise jön létre.

A belpolitikában is enyhülést hozott a korábbi állapotokhoz képest: egyes politikai foglyokat kiengedtek a börtönből. A hitélet gyakorlása hosszú-hosszú idő után újra szabaddá vált.
A peresztrojka mellett a „glasznoszty” kifejezés is beépült a történelembe. Nem csak gazdasági, de mély társadalmi problémákkal is szembe kellett nézni a modellváltás során. A demográfiai mutatókat elemezve az 1980-as évek romló mutatóinak alakulásában jelentős szerepe volt a nagyszámú emigrációnak. A gorbacsovi fordulat nem csak a Szovjetunióban, de ugyanúgy a szovjet befolyás alatt álló országokban is éreztette hatását. A peresztrojka kezdetben „felülről diktált forradalom” volt. 1989-1990-re egyre inkább alulról jövő mozgalommá vált. Politikai meggyőződését tekintve Mihail Gorbacsov sokkal inkább a fejlődés, mint a forradalmi változás híve volt.